# 나고야성 (사가현)

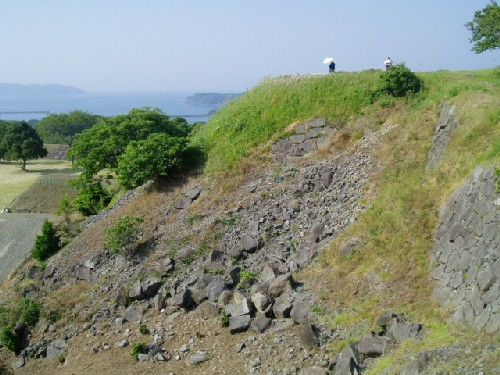
혼마루 터

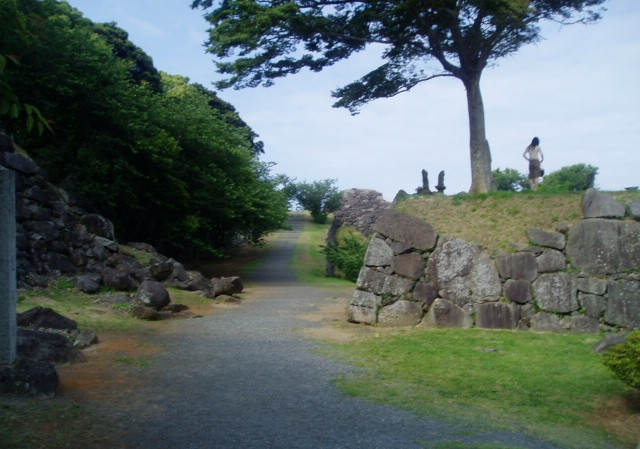
오테 문 터

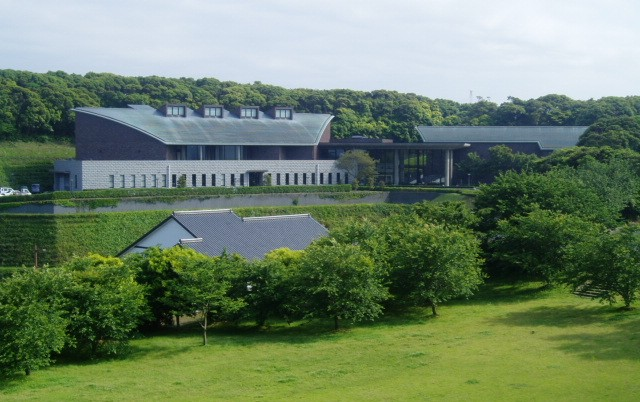
사가 현립 나고야성 박물관

나고야성(일본어: 名護屋城 나고야조[*])는 히젠국 마쓰라군 나고야에 있었던 성이다. 사가현 가라쓰시에 있다. 도요토미 히데요시가 임진왜란을 일으키기 직전 축성한 성이기도 하다. 국가 지정 특별 사적이다.

## 개요
나고야는 해안선을 따라 길게 늘어진 마쓰라군의 북동부에 조그만 만 안에 위치해 있다. 중세에는 마쓰라토(松浦党)의 교역거점의 하나였다. 여기에서는 원래 마쓰라토의 필두인 하타 가문의 친지로 있는 나고야씨의 거성 가키조에성터였다. 하지만, 도요토미 히데요시는 대륙 침략의 전초기지로 이곳을 선정해 성을 축성했다.

## 역사
아즈치모모야마 시대
가토 기요마사, 데라자와 히로타카가 성의 축성을 담당했다. 규슈의 여러 다이묘를 중심으로 인부를 동원하고, 공사를 강행해 불과 8개월만인 1592년 음력 3월에 완성했다. 규모는 당시 성곽으로는 오사카성 다음가는 것이었다. 혼마루, 니노마루, 산노마루, 야마자토 구루와 등을 배치하고, 혼마루 북서쪽에 5중7계의 천수를 축성했다. 성곽의 주변에는 각 다이묘의 숙소가 배치되었다. 전쟁을 위해 갖추어진 성이었어도 히데요시가 좋아할 정도로 호화 찬란했다고 한다. 그래서, 성터에서는 금박으로 입힌 기와가 출토되고 있다.
히데요시는 음력 3월 교토를 출발 그 달내에 도착했다. 다음달 음력 4월 1일에는 고니시 유키나가, 소 요시토시가 이끄는 제1진이 조선으로 출발했다. 총 15만8000명으로 9군으로 편성된 부대였다. 침공당시에는 순조롭게 진군을 했지만, 명의 원군과 각지의 의병으로 전황은 교착되고, 1593년 음력 4월 강화교섭이 성립된다.
강화조건에 불복한 히데요시는 다시 1597년 음력 2월 14만의 군을 조선을 침략한다. 히데요시는 조선남부를 획득하기 위해, 장기전을 대비해 반도 남부에 왜성을 쌓을 것을 명령했다. 나고야성은 이를 위한 보급 거점이었다. 1598년 음력 8월, 히데요시가 죽자, 전군은 조선에서 철퇴하고 나고야성도 그 역할이 끝났다. 전쟁 중 히데요시가 나고야성에 머문건 1년 2개월이었다.
전쟁이 끝이 난후, 이 지역은 데라자와 히로타카가 다스리기 시작한다. 세키가하라 전투후, 1602년 히로타카는 가라쓰성을 축성한다. 이 즈음 나고야성은 해체되고 그 잔재물로 성을 쌓을 때 부재로 사용되었다. 그리고, 이때 성을 두 번 다시 못 쓰게 석벽의 네 모서리를 부수는 등 작업을 했지만, 본격적으로 성이 파괴된 것은 시마바라의 난 이후이다. 현재는 당시의 석벽을 복원했다.
메이지 시대 이후
1926년(다이쇼 15년) 11월 4일 국가 지정 사적으로 되었다. 1955년(쇼와 30년) 8월 22일 특별사적으로 지정되었다. 1985년 개봉한 구로사와 아키라 감독의 《란》의 현지 촬영지 중 하나로 선정되어 영화촬영을 했었다. 2006년(헤이세이 18년) 4월 6일 일본 100 명성에 선정되었다.

## 관광
교통
- JR 규슈 가라쓰역에서 하차한 후 환승
  - 쇼와 버스[고코센(呼子線)] 나고야성 박물관입구(名護屋城博物館入口) 하차, 도보로 5분 소요.

주변 문화시설 및 관광명소
- 가라쓰성
- 나고야성 박물관

## 같이 보기
- 임진왜란